# داني سو نولان
داني سو نولان (بالإنجليزية: Danny Sue Nolan)‏ هي ممثلة أمريكية، ولدت في 28 فبراير 1923 في دنفر في الولايات المتحدة، وتوفيت في 3 أغسطس 2002 في بالم سبرينغس في الولايات المتحدة بسبب سكتة.

## وصلات خارجية
- داني سو نولان على موقع IMDb (الإنجليزية)
- داني سو نولان على موقع أول موفي (الإنجليزية)
- داني سو نولان على موقع قاعدة بيانات الفيلم (الإنجليزية)